# Asia (provincia romana)
Asia (en griego: Ἀσίας) fue una división administrativa anexada por la Antigua Roma en tiempos tardíos de la República. Se creó en el año 129 a. C. sobre un territorio ampliamente helenizado y rodeado de Estados creados tras la desaparición del Imperio seléucida, fundamentalmente Bitinia, Paflagonia, el Ponto, Galacia, Capadocia, Comagene y lo que quedaba del Imperio seléucida. Era una provincia senatorial gobernada por un procónsul. Esta situación permaneció inalterable en la reorganización del Imperio romano del año 211.

## Historia
Antíoco III Megas, o el Grande, tuvo que abandonar este territorio cuando los romanos masacraron a su ejército en la batalla de Magnesia, el año 190 a. C. Después del Tratado de Apamea, en 188 a. C., toda la zona fue entregada a Roma y colocada bajo control de un rey títere con capital en Pérgamo.
En 133 a. C., Átalo III, rey de Pérgamo, no teniendo ningún heredero, legó su reino a Roma. Después de cierta vacilación, y de la revuelta dirigida por Aristónico que se declaró hermano de Átalo III, se formalizó la provincia romana de Asia Proconsularis, incluyendo las regiones de Misia, Lidia, Caria y Frigia.
El numismático británico Carol H. V. Sutherland estimó, basado en datos sobre la recolección fiscal de la provincia, que tenía una población de unos tres millones hacia el año 30 a. C., la que pudo crecer a los cuatro a cuatro millones y medio de habitantes hacia el año 100. Con al menos cinco ciudades (Éfeso, Esmirna, Pérgamo, Cícico y Mileto) con poblaciones que iban de los cien a doscientos mil habitantes y otras dos docenas que se acercaban a los cincuenta mil. En cambio, el teólogo alemán Martín Ebner ubica a las ciudades de Éfeso, Esmirna y Pérgamo en el margen de 50 000 a 100 000 habitantes para el siglo II.
Después del año 326, cuando el emperador Constantino trasladó la capital a Constantinopla, la provincia de Asia se volvió más central, y se mantuvo como foco de la cultura romana y helenística durante siglos. El territorio siguió siendo parte del Imperio romano de Oriente hasta el siglo XV.